# Filha de Jefté

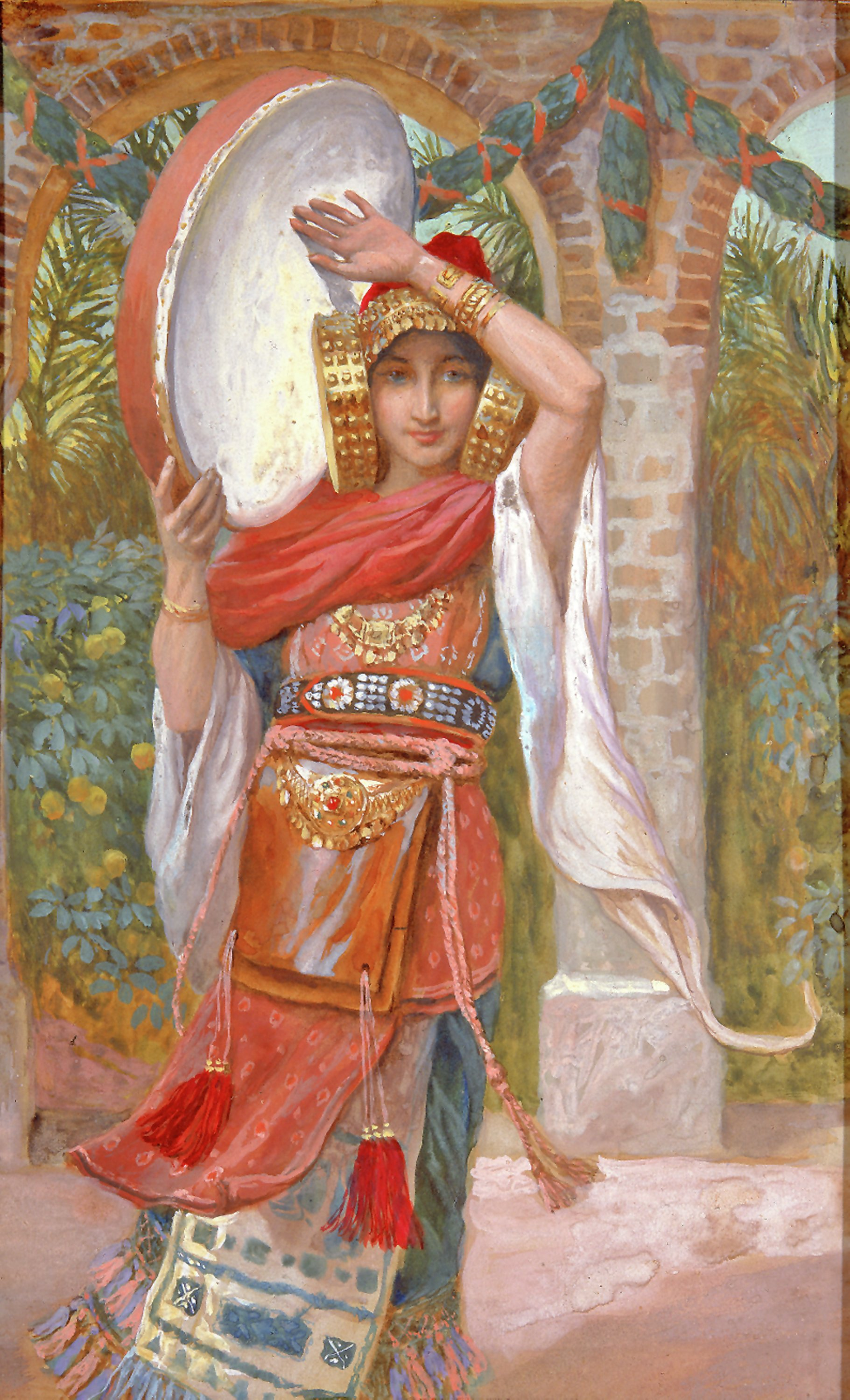
James Tissot, Filha de Jefté, c. 1896–1902

A filha de Jefté, às vezes chamada de Seila ou Ífis, é uma figura na Bíblia Hebraica, cuja história é contada em Juízes 11. O juiz Jefté tinha acabado de ganhar uma batalha contra os amonitas, e jurou que ofereceria a primeira coisa que saísse de sua casa como holocausto a Javé. No entanto, sua única filha, cujo nome não é mencionado, saiu para encontrá-lo dançando e tocando pandeiro. Ela encoraja Jefté a cumprir seu voto, mas pede dois meses para chorar por sua virgindade. Após este período de tempo Jefté cumpriu sua promessa e ofereceu sua filha.
A opinião da maioria dos comentaristas é que Jefté matou sua filha como um ato de sacrifício humano. Há, no entanto, uma opinião minoritária de que a filha de Jefté passou o resto da vida em reclusão. Isso se baseia em considerações como chorar por sua virgindade não faria sentido se ela estivesse prestes a morrer (embora fosse sensato à luz do mandamento bíblico de "ser fecundo e se multiplicar"). Os comentaristas que defendem a visão minoritária incluem David Kimhi, Keil e Franz Delitzsch, James B. Jordan, e as Testemunhas de Jeová

## Influência posterior
A filha de Jefté não recebeu um papel central em muitos textos pré-medievais: a principal exceção foi o Liber Antiquitatum Biblicarum do primeiro século de Pseudo-Filo, que dedicou um capítulo inteiro a ela e deu a ela o nome de Seila. O erudito francês Pedro Abelardo elogiou Seila em seu lamento "luto por Israel, filha da virgem de Jefté". Em uma carta para sua amante Heloísa de Argenteuil, Abelardo também retratou Seila como um modelo para mulheres monásticas que devotam suas vidas a Deus. Em outros textos cristãos medievais, a filha de Jefté foi retratada como um tipo de Virgem Maria e sua morte foi comparada à purificação da Virgem.[carece de fontes?]
Durante o período medieval, algumas comunidades judaicas evitavam beber água de poços e rios por algumas horas em quatro épocas importantes do ano (um costume chamado de tekufah). No século XII Judah ben Samuel de Regensburg escreveu que o tekufah que caiu durante o mês de Tishre foi observado por causa da filha de Jefté.
A filha de Jefté é chamada de Adah pela Ordem da Estrela do Oriente e é uma de suas cinco heroínas, representando a virtude da obediência ao dever. Ela é representada pela cor azul, uma espada e véu.